# Madoqua kirkii
Il dik-dik di Kirk è una piccola antilope diffusa nell'Africa orientale e meridionale.
Misura circa 70 cm di lunghezza e pesa intorno ai 7 kg. Il mantello è di color grigio, bruno o dorato, con i peli striati di nero. il ventre è giallastro. Gli occhi sono molto grandi e cerchiati di bianco, così come le orecchie. Il naso è allungato a mo' di proboscide. Le corna, a forma di spiedo e prerogativa dei maschi, sono seminascoste da una cresta sulla fronte.
Mangia qualsiasi tipo di erba, foglie e germogli.
I dik-dik vivono in coppie stabili in cui i coniugi passano più del 50% del tempo insieme, anche se il maschio non si occupa dei cuccioli.
Il legame è ancora più forte durante i periodi di estro, quando i maschi seguono la femmina, marcando la sua urina e le sue feci, avvertendo eventuali maschi solitari che la sua femmina è già impegnata.
A differenza di molte specie di antilopi non monogame, le femmine di dik-dik sono fedeli al loro compagno e non cercano altri maschi al di fuori della coppia.